# Ошерслебен
Ошерслебен (нім. Oschersleben) — місто в Німеччині, розташоване в землі Саксонія-Ангальт. Входить до складу району Берде.
Площа — 188,92 км2. Населення становить 19 193 ос. (станом на 31 грудня 2021).